# Spreedorf
Spreedorf ist ein Gemeindeteil des Ortsteils Ebersbach/Sa. der Stadt Ebersbach-Neugersdorf im Landkreis Görlitz.

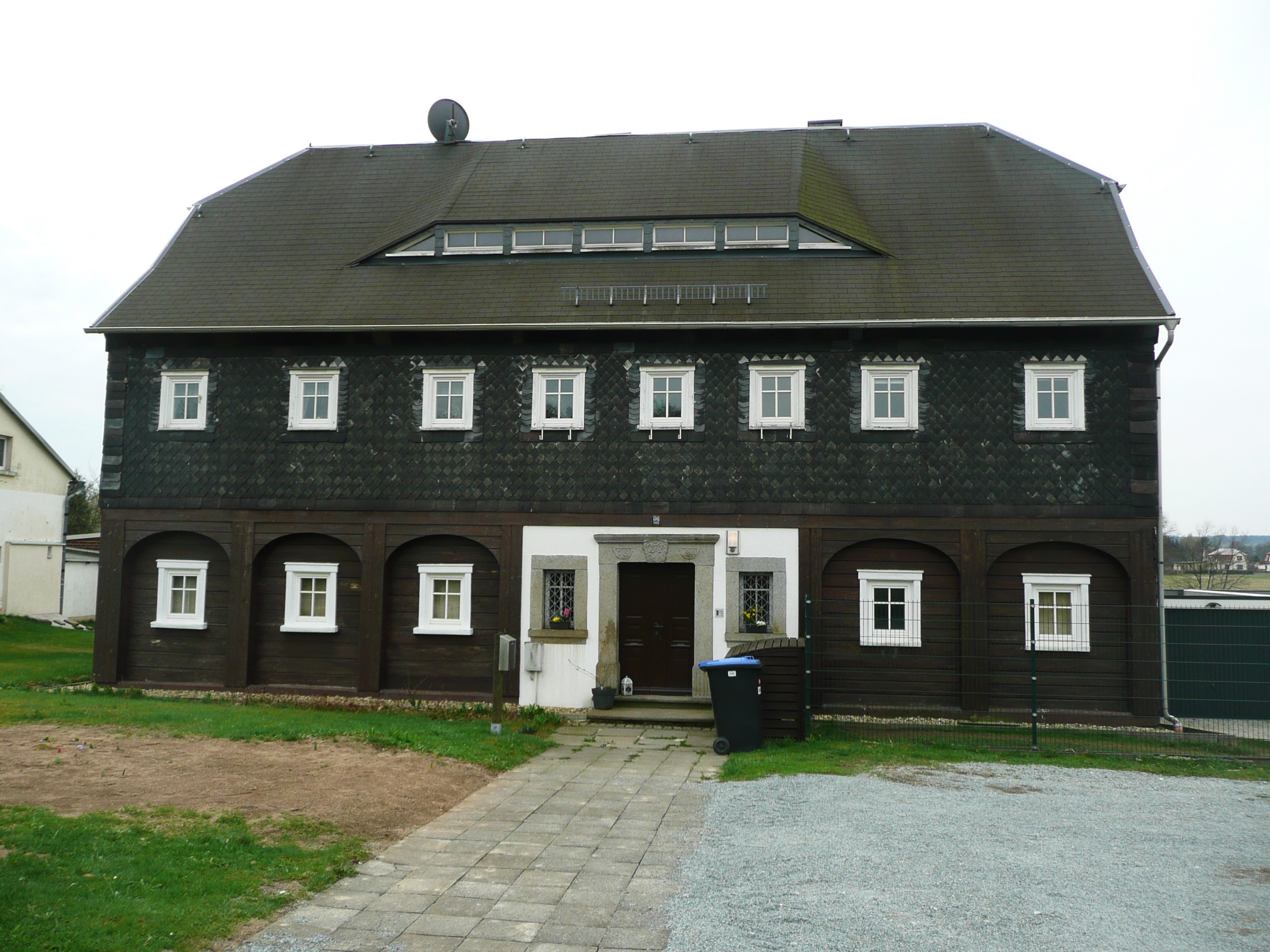
Umgebindehaus Spreedorfer Straße 86

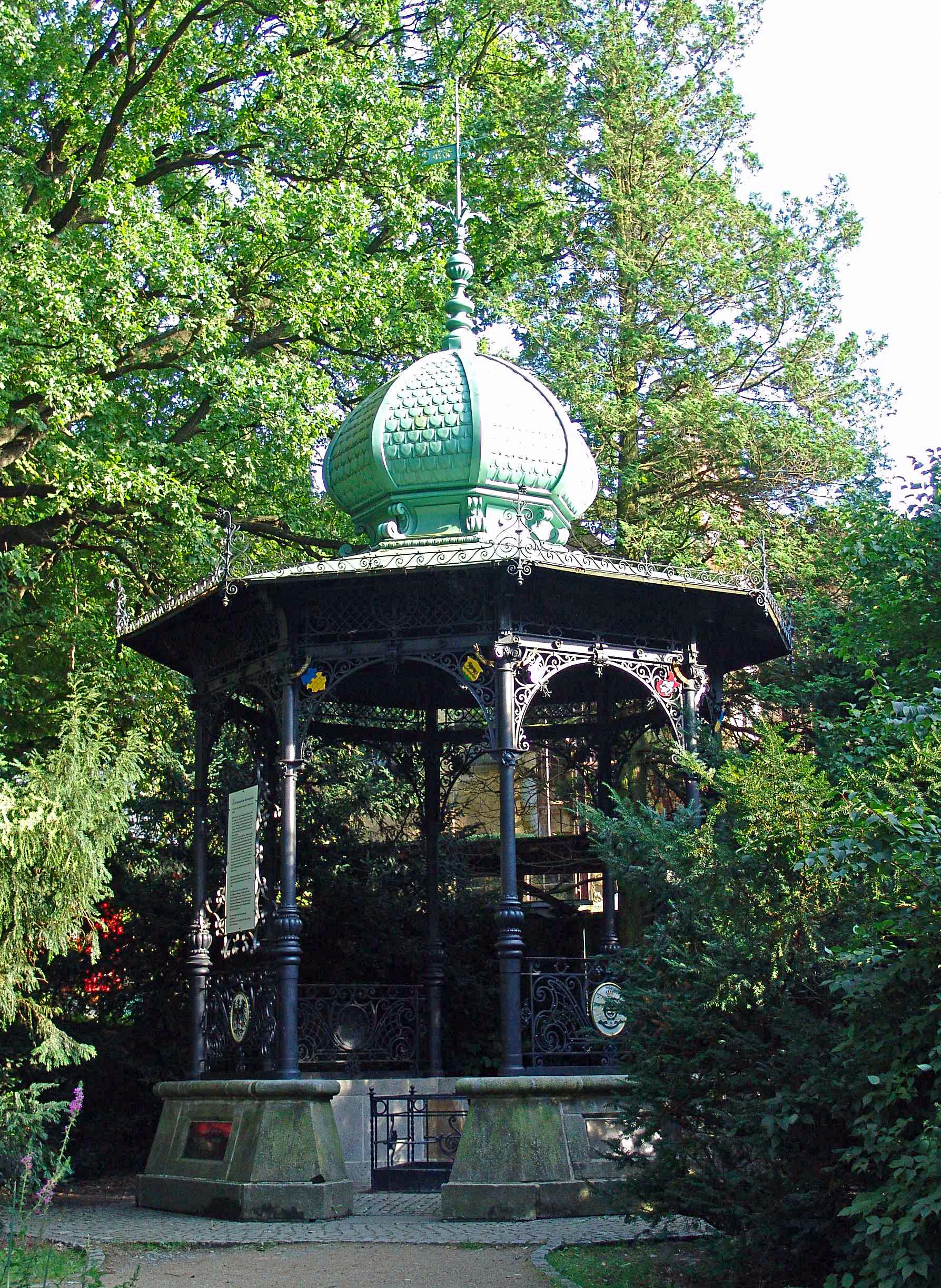
Spreeborn

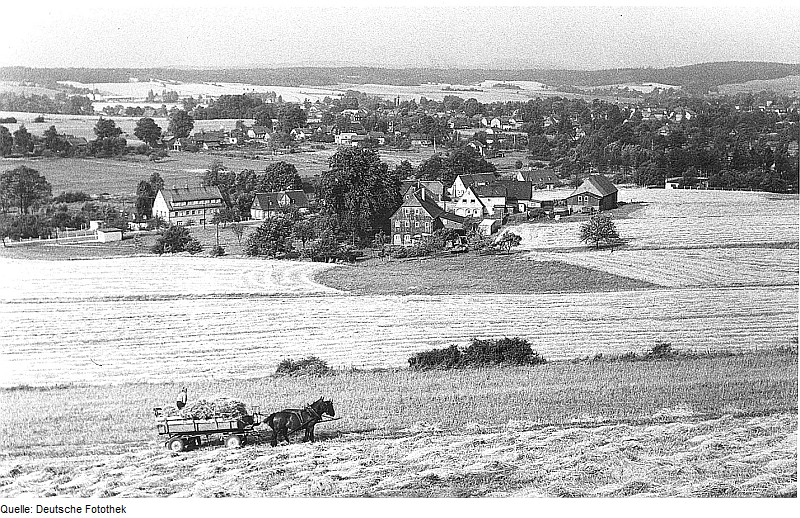
Blick von der Felsenmühle auf Spreedorf

## Geografie

### Lage
Spreedorf liegt unmittelbar an der Grenze zu Tschechien im südlichen Teil des Landkreises im Östlichen Oberlausitzer Bergland in der Östlichen Oberlausitz. Der Ort erstreckt sich rechtsseitig des Oberlaufes der Spree, die hier als Grenzbach zwischen Deutschland und Tschechien den Schlechteberg (485 m ü.NN) südlich und westlich umfließt. Durch Spreedorf führt die Bahnstrecke Oberoderwitz–Wilthen.

### Nachbarorte
| Haine, Kesselrand | Ebersbach/Sa.                               | Ebersbach/Sa. |
| Altgeorgswalde    | Kompassrose, die auf Nachbargemeinden zeigt | Oberland      |
| Wiesenthal        | Philippsdorf                                | Neugersdorf   |

## Geschichte
Spreedorf wurde ab 1708 durch den Rat zu Zittau auf der Schaftrift des Lehngutes Ebersbach angelegt. Zunächst entstand eine Häusergruppe südlich des Schlechteberges.  Zum Ausgang des 18. Jahrhunderts wurde die Ansiedlung stark erweitert; am westlichen Fuß des Schlechteberges wurde Neuspreedorf gegründet, östlich von Spreedorf entstanden die Hutungshäuser und am Spreeborn die Achthäuser. Nach der Spaltung der Gemeinde Ebersbach im Jahre 1839 war Spreedorf ein Ortsteil der Gemeinde Neuebersbach. 1842 entstanden nördlich des Ortes zwei Windmühlen, am Ortsrand die Röthigmühle und auf der sich dahinter erhebenden Kuppe die Bähnsmühle.
1877 vereinigten sich die Gemeinden Altebersbach und Neuebersbach wieder zu einer Gemeinde Ebersbach. Die Bähnsmühle stellte 1894 den Mühlbetrieb ein, ein Jahr später wurde auch die neben der Schule gestandene Röthigmühle stillgelegt. 1902 wurde die ruinöse Bähnsmühle im Zuge einer Feuerwehrübung niedergebrannt. Anfang des 20. Jahrhunderts wurde der Ortsteil in Altspreedorf und Neuspreedorf unterschieden. In den 1930er Jahren wurde oberhalb von Spreedorf am Südhang des Schlechteberges eine Arbeitersiedlung (August-Weise-Siedlung) errichtet. Im Bereich der Hutungshäuser und der Achthäuser entstand die Spreebornsiedlung. Mit der 2011 erfolgten Städtefusion von Ebersbach mit Neugersdorf zur Stadt Ebersbach-Neugersdorf wurde Spreedorf als Stadtteil gestrichen.

## Felsenmühle

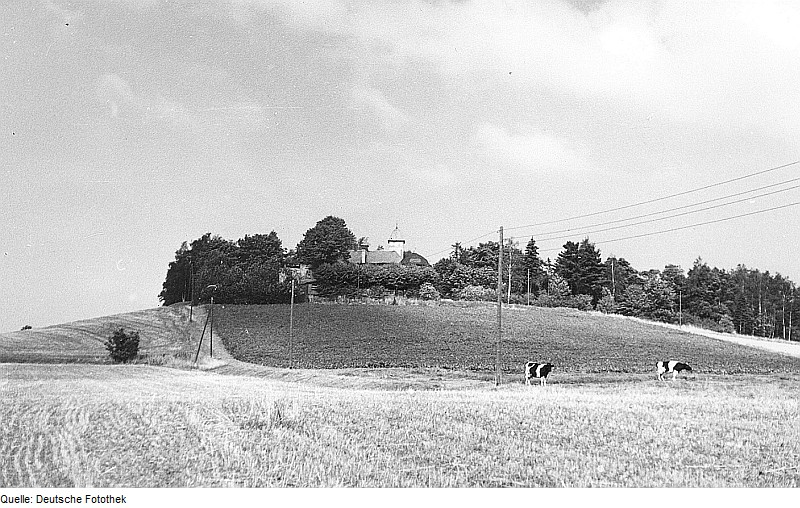
Ausflugsgaststätte Felsenmühle (1969 abgebrochen)

1873 erhielt der Besitzer der Bähnsmühle das Schankrecht. Das wegen der Form des Schankstubenanbaus „Omnibus“ genannte Wirtshaus Felsenmühle mit Blick über das obere Spreetal ins Böhmische entwickelte sich zu einem beliebten Ausflugslokal.
Albin Bauersachs, der die Schankwirtschaft 1907 erworben hatte, ließ sie zwischen 1911 und 1914 umbauen. Das Ausflugslokal wurde dabei um einen Saal, zwei verglaste Veranden und einen Turm erweitert. 1926 ließ Bauersachs eine Freilichtbühne für Konzerte errichten. Außerdem entstanden ein Kaffeegarten, ein Spielplatz mit Karussell, ein Eselreitplatz, eine Sommerrodelbahn und ein Tiergarten. 1955 musste Bauersachs die Gewerbeerlaubnis abgeben und die Gaststätte an die HO verpachten. 1962 beendete die HO das Pachtverhältnis und schloss die baufällige Felsenmühle. Danach wurde das Gebäude als Lager genutzt, auf der Freilichtbühne wurden vom Landfilm Kinoaufführungen abgehalten.
1968 erwarb der VEB Bau- und Montagekombinat Kohle und Energie die Felsenmühle als Schulungsheim und begann neben dem ehemaligen Ausflugslokal mit dem Neubau einer betrieblichen Schule für Marxismus-Leninismus und sozialistische  Wirtschaftsführung. Bei dem Projekt legte der Industriebaubetrieb wenig Wert auf eine sich in die Landschaft einpassende Architektonik. Zudem brach das BMK entgegen der Baugenehmigung, die eine Rekonstruktion und Erweiterung der Felsenmühle vorsah, sämtliche alten Gebäude ab. 1970 wurde das Schulungsheim Felsenmühle eröffnet. Ab 1973 erfolgte eine neue Nutzung als Betriebsferienheim. Nach der Wende stellte der Objektleiter Gottfried Bauersachs 1989 einen Restitutionsantrag. Nach der Privatisierung des Kombinates stellte die Dywidag 1991 den Ferienheimbetrieb in der Felsenmühle ein. Danach wurde das Objekt zwischen 1992 und 1997 als Wohnheim des Bundesgrenzschutzes und von 1998 bis 2011 vom Verein für ökologisches Bauen und Leben genutzt. 2011 erwarb die Familie Stilijanow die Felsenmühle aus der Insolvenzmasse der Walter Bau AG und eröffnete 2012 das Panoramahotel „Felsenmühle“.

### Verwaltungszugehörigkeit
1777: Budissiner Kreis, 1843: Landgerichtsbezirk Löbau, 1856: Gerichtsamt Ebersbach, 1875: Amtshauptmannschaft Löbau, 1952: Kreis Löbau, 1994: Landkreis Löbau-Zittau, 2008: Landkreis Görlitz

## Ortsbild
Spreedorf erstreckt sich vom nördlich von Neugersdorf gelegenen Spreeborn entlang der Spree bis nach Ebersbach. Mit Ausnahme verdichteter Siedlungsstrukturen in der Spreebornsiedlung und August-Weise-Siedlung besteht Spreedorf aus einer aufgelockerten Häuslerzeile im Spreetal entlang der tschechischen Grenze unterhalb des den Ort im Norden überragenden Schlechteberges. In Spreedorf sind zahlreiche, oft eingeschossige Umgebindehäuser erhalten. Der Giebel des Hauses Spreedorfer Straße 66 ist mit einer Blitzschlange verziert. Das Ortsbild prägend ist auch die Felsenmühle, die vor dem Ersten Weltkrieg auf einem südöstlichen Ausläufer des Schlechteberges erbaute markante Ausflugsgaststätte mit Türmchen wurde jedoch 1969 abgerissen und durch einen industriebauähnlichen Quader ersetzt.